# 桜井登世子
桜井 登世子（さくらい とよこ、1930年10月13日 - 2024年12月29日）は日本の歌人。歌誌「未来」選者。

## 経歴
宮城県仙台市生まれ。1945年、終戦により光州より引揚げる。1971年、歌誌「未来」に入会、近藤芳美に選歌を受ける。1986年、未来年間賞受賞。1993年、第3歌集『夏の落葉』により第1回ながらみ現代短歌賞受賞。2005年より「未来」選者を務める（選歌欄の名称は「銀河集」）。現代歌人協会会員。文京区ぶんきょう歌壇選者。
門下に桜木由香、嶋稟太郎など。

## 代表歌
- 転生の地上に葡萄の黄葉してただ一切は過ぎてゆきます『夏の落葉』

## 著書
- 『海をわたる雲』（不識書院、1981年）
- 『冬芽抄』（不識書院、1988年）
- 『夏の落葉』（不識書院、1992年）
- 『雁渡る』（不識書院、2000年）
- 『ルネサンスブルー』（ながらみ書房、2003年）
- 『桜井登世子歌集』（砂子屋書房〈現代短歌文庫〉、2013年）